# Lê Duẩn
Lê Duẩn (7 de abril de 1907 – Hanói, 10 de julho de 1986) foi um dos fundadores originais do Partido Comunista Indochinês, tendo sido introduzido à doutrina comunista nos anos 20 do século XX, quando trabalhava como operário de estradas de ferro na então colônia francesa.

## Vida
Ele nasceu em uma família de classe baixa na província de Quảng Trị, no Protetorado Annam da Indochina Francesa como Lê Văn Nhuận. Pouco se sabe sobre sua família e infância. Ele entrou em contato com pensamentos revolucionários pela primeira vez na década de 1920 por meio de seu trabalho como funcionário ferroviário. Lê Duẩn foi um membro fundador do Partido Comunista da Indochina (o futuro Partido Comunista do Vietnã) em 1930. Ele foi preso em 1931 e libertado em 1937. De 1937 a 1939, ele subiu a escada do partido. Ele foi preso novamente em 1939, desta vez por fomentar uma revolta no sul. Lê Duẩn foi libertado da prisão após a bem-sucedida Revolução de Agosto de 1945, liderada pelos comunistas.
Durante a Primeira Guerra da Indochina (1946-1954), Lê Duẩn foi um líder revolucionário ativo no Vietnã do Sul. Ele chefiou o Escritório Central do Vietnã do Sul, um órgão do Partido, de 1951 a 1954. Durante a década de 1950, Lê Duẩn tornou-se cada vez mais agressivo com o Vietnã do Sul e pediu a reunificação por meio da guerra. Em meados da década de 1950, Lê Duẩn havia se tornado o segundo formulador de políticas mais poderoso dentro do Partido, eclipsando o ex-primeiro-secretário do partido, Trường Chinh. Em 1960, ele era oficialmente o segundo membro mais poderoso do Partido, depois do presidente do Partido, Hồ. Ao longo da década de 1960, a saúde de Hồ piorou e Lê Duẩn assumiu mais de suas responsabilidades.
Após a morte de Hồ em 1969, Lê Duẩn assumiu a liderança do Vietnã do Norte. Ao longo da Segunda Guerra da Indochina (1955-1975), ele adotou uma postura agressiva, priorizando o uso de ataques em larga escala para alcançar a vitória. Quando o Vietnã do Sul se reuniu com o Vietnã do Norte em 1976, ele assumiu o novo título de Secretário-Geral do Partido Comunista do Vietnã. Mais tarde, em dezembro de 1978, Lê Duẩn supervisionou a invasão do Camboja pelo Vietnã, que acabou levando à queda do Khmer Vermelho apoiado pela China em 7 de janeiro de 1979. Isso teve um sério impacto nas relações entre o Vietnã e a China, com o Vietnã respondendo com um período de deportação do povo Hoa de etnia chinesa. A China realizou uma invasão na fronteira norte vietnamita que seria conhecida como Guerra Sino-Vietnamita em 1979, embora tenha durado pouco e permanecido inconclusiva. A partir de então, o Vietnã manteve uma aliança mais estreita com a União Soviética e aderiu ao Comecon em 1978.
Lê permaneceu como secretário-geral até sua morte em 1986. Ele morreu em Hanói; seu sucessor foi inicialmente Trường Chinh. Lê Duẩn também era conhecido como Lê Dung, e era conhecido em público como "anh Ba" (terceiro irmão).